# Bataille de Dhu al-Qassah
Pour un article plus général, voir Guerres d'apostasie.
Guerres d'Apostasie
Batailles
- Bataille de Dhu al-Qassah
- Bataille d'Abraq
- Bataille de Buzakha
- Bataille de Ghamra
- Bataille de Naqra
- Bataille de Zafar
- Bataille de Daumat-ul-Jandal
- Bataille de Dibba
- Bataille d'Al-Yamama
- Bataille de Nujair

La bataille de Dhu al-Qassah se déroule à Médine, à Dhu Husa et, dans l'aire de Dhu al-Qassah, située à environ 36 km à l'est de Médine, dans la province de Médine, au centre-ouest de l'Arabie Saoudite, du 25 juillet au 30 juillet 632. Elle oppose les forces du Califat Rachidun dirigées par le calife Abou Bakr As-Siddiq à celles des tribus arabes rebelles dirigées par le général Hibal ibn Khuwailid,.
Cette bataille, composée de quatre confrontations,, est victorieuse pour le Califat Rachidun, marquant le début des Guerres d'apostasie, le retrait des tribus arabes rebelles dans l'aire d'Abraq,,, et une consolidation de la légitimité d'Abou Bakr As-Siddiq dans son rôle nouveau de calife.

## Contexte

### Situation suivant le décès du prophète Muhammad
Après le décès du prophète de l'Islam, Muhammad, le 8 juin 632,, Abou Bakr As-Siddiq est désigné comme successeur pour diriger le nouvel état naissant. Cependant, les tribus de la péninsule arabique, autrefois majoritairement soumises et musulmanes sous Muhammad à partir de 631,, abandonnent l'Islam à sa mort, expulsant les collecteurs de la Zakât, et provoquant une apostasie généralisée qui touche toutes les tribus de l'Arabie,, à l'exception notable des habitants de La Mecque, de Médine et des Banu Thaqif (en) de Taëf,. Certains clans renient totalement la foi, tandis que d'autres sont divisés entre ceux qui abandonnent la croyance et ceux qui restent fidèles,,.
Deux prétendus prophètes, Tulayha ibn Khuwaylid (en) et Musaylama ibn Habib, ainsi qu'une fausse prophétesse, Sajah bint Al-Harith (en), alimentent cette apostasie. Musaylama ibn Habib est déjà connu comme imposteur depuis longtemps, tandis que Tulayha ibn Khuwaylid commence à se proclamer prophète pendant la maladie de Muhammad,.

## Déroulement

### Forces en présence

#### Califat Rachidun
Les effectifs du Califat Rachidun lors de la bataille de Dhu al-Qassah restent encore inconnus. Toutefois, les informations disponibles indiquent qu'elles étaient en infériorité numérique par rapport aux tribus rebelles.

#### Tribus arabes rebelles
Les effectifs des tribus rebelles restent encore à ce jour inconnus, mais il est établi qu'elles étaient plus nombreuses que les forces du Califat Rachidun, et les tribus ayant participé à la bataille sont clairement identifiées.
La menace principale pour Médine provenait de Tulayha ibn Khuwaylid (en) et des tribus d'Arabie centrale, occidentale et septentrionale qui le soutenaient,, à savoir :

| Banu Asad (en), | Banu Ghatafan, | Tayy, | Banu Hawāzin, |

| Banu Asad (en), | - Banu Ghatafan, - Banu Dhubyan (en), - Banu Abs,                                           | Tayy,                                                                                       |
| Banu Hawāzin,   | - Banu Kinanah - Banu Bakr ibn Abd Manat (en) - Layth (en) - Banu al-Dil - Banu Mudlej (en) | - Banu Kinanah - Banu Bakr ibn Abd Manat (en) - Layth (en) - Banu al-Dil - Banu Mudlej (en) |

### Pré-bataille

#### Selon Agha Ali Ibrahim Akram
Dans son ouvrage Khalid Bin Al-Waleed Sword Of Allah, Agha Ali Ibrahim Akram relate qu'environ une semaine ou deux après le départ de l'armée d'Usama bin Zayd,, des délégués des apostats de Dhu al-Qassah se rendent à Abou Bakr As-Siddiq à Médine,,,, et ils déclarent : 

« Nous continuons à prier, mais nous ne payons plus l'impôt,,. »

 Cependant Abou Bakr As-Siddiq refuse cette proposition. Il répond avec fermeté : 

« Par Allah, si vous retenez une seule once de ce qui vous est dû, je vous combattrai. Je vous accorde un jour pour donner votre réponse,,,,. »

Le lendemain matin, avant l'expiration de l'ultimatum d'une journée, les émissaires quittent discrètement Médine, ce qui signifie un rejet des demandes d'Abou Bakr As-Siddiq,. Peu après leur départ, Abou Bakr As-Siddiq envoie ses propres émissaires à toutes les tribus apostâtes, les exhortant à rester fidèles à l'islam et à continuer à payer leurs impôts, ce qui n'a pas l'effet escompté.
Les émissaires apostats de Dhu al-Qassah, observateurs et attentifs, remarquent avant de quitter Médine l'absence de combattants,,,. À leur retour, ils rapportent à leurs compatriotes la conversation avec Abou Bakr As-Siddiq et la vulnérabilité apparente de Médine,,,, néanmoins, bien que l'armée principale d'Usama bin Zayd ne soit toujours pas revenue de son expédition, la ville n'est pas aussi sans défense que ne le pensent les apostats, car il reste encore de nombreux hommes valides, notamment du clan Banu Hâchim, qui sont restés pour pleurer leurs proches décédés.
Entre-temps, Tulayha ibn Khuwaylid (en), désormais à Samira (ar), renforce les apostats de Dhu al-Qassah avec un contingent dirigé par son frère Hibal ibn Khuwailid.
Après avoir entendu les rapports des émissaires, la tentation de détruire Médine, alors qu'elle est encore sans défense, devient trop grande pour les apostats,,. Ils décident donc de marcher sur la ville,,,. Depuis Dhu Husa, où les apostats établissent une base, une partie des forces de Dhu al-Qassah avance encore plus près de Médine et campe, se préparant à attaquer la ville,,,. Nous sommes maintenant à la troisième semaine de juillet 632.

#### Selon Muhammad ibn Jarir al-Tabari
Dans son ouvrage The History of al-Tabari Vol. 10: The Conquest of Arabia, Muhammad ibn Jarir al-Tabari relate qu'environ dix jours après le décès du prophète Muhammed, des délégations apostâtes des tribus des Banu Asad (en), renforcé par un contingent de Tulayha ibn Khuwaylid (en) dirigé par Hibal ibn Khuwailid, ; Banu Ghatafan, Banu Hawāzin et des Tayy se rendirent auprès d'Abou Bakr As-Siddiq. À leur arrivée à Médine, elles furent reçues par les chefs musulmans, à l'exception d'Al-Abbas ibn Abd al-Muttalib. Ces délégations proposèrent d'accomplir la prière rituelle tout en demandant à être exemptées de la zakât,,,. Abou Bakr As-Siddiq rejeta cette proposition, en affirmant : 

« S'ils me refusent ne serait-ce que le licol d'un chameau, je les combattrai pour cela,,, »

Il émit un ultimatum,, accordant aux délégations un délai d'un jour et d'une nuit pour accepter ses conditions,,. Après ce délai, les délégations, ayant refusé les conditions imposées,, retournèrent dans leurs tribus respectives,. À leur retour, elles rapportèrent le faible nombre de défenseurs à Médine,,, suscitant ainsi la convoitise de la ville parmi leurs compatriotes et les incitant à engager des préparatifs pour l'attaquer,,.

Après avoir expulsé les délégations apostâtes, Abou Bakr As-Siddiq plaça des hommes pour surveiller les cols de montagne autour de Médine,, notamment Ali ibn Abi Talib, Zubayr ibn al-Awwam, Talha ibn Ubayd Allah, Abdullah ibn Masud,,, Khalid ibn al-Walid et Abd ar-Rahmân ibn `Awf. Il rassembla ensuite les habitants de Médine à la mosquée et leur déclara : 

« Le pays est tombé dans l'incrédulité. Les membres de la délégation ont constaté que vous êtes en petit nombre et que vous pourriez être pris au dépourvu en cas d'attaque, que ce soit de jour ou de nuit. Les ennemis les plus proches ne sont qu'à une étape de vous. Ils espéraient que nous accepterions leurs demandes et que nous nous réconcilierions avec eux, mais nous avons rejeté leurs propositions et annulé leur traité. Préparez-vous donc. »

 En conséquence, les habitants se préparèrent,.

### Bataille

#### 1reconfrontation

##### Selon Agha Ali Ibrahim Akram
Abou Bakr As-Siddiq est informé de ce mouvement et entreprend immédiatement l'organisation de la défense de Médine. Le calife rassemble une force de combat à partir de ces restes. Ali ibn Abi Talib, Zubayr ibn al-Awwam, Talha ibn Ubayd Allah et Abdullah ibn Masud,, commandent désormais chacun une partie de la nouvelle armée.
Pendant trois jours, rien ne se produit. Les apostats, incertains par où commencer, n'entreprennent rien.
Abou Bakr As-Siddiq prend alors la décision, sur son ordre, de faire sortir les musulmans de Médine pour lancer une attaque rapide contre le camp avancé des apostats. Cette offensive réussie permet de repousser les apostats jusqu'à Dhu Husa.

Informés de ce succès, Abou Bakr As-Siddiq ordonne aux musulmans de rester sur place en attendant de nouvelles instructions.

##### Selon Muhammad ibn Jarir al-Tabari
Moins de trois jours plus tard, les forces apostâtes lancèrent une attaque nocturne sur Médine, laissant la moitié de leurs hommes à Dhu Husa pour servir de réserve. Les cavaliers assaillants atteignirent les cols de montagne durant la nuit, où les combattants étaient déjà en position. Des éclaireurs à pied les précédèrent, alertant les défenseurs et envoyant un message à Abou Bakr As-Siddiq.
Abou Bakr As-Siddiq leur ordonna de tenir leurs positions, ce qu'ils firent, tandis que le calife se dirigea vers eux, menant les habitants de la mosquée, montés sur leurs chameaux de bât, les apostats, face à cette réponse, perdit sa détermination et fit demi-tour.

##### Selon Tamir Abu Suood Muhammad
Dans son ouvrage Biographies of the Rightly Guided Caliphs Tamir Abu Suood Muhammad relate qu'après trois jours, les tribus arabes rebelles commencèrent à bouger activement dans le camp Dhu Husa. Les éclaireurs musulmans rapportèrent que les apostats prévoyaient d'attaquer Médine cette nuit-là. Abou Bakr As-Siddiq rassembla tous les hommes musulmans adultes dans la mosquée. Après la prière de Icha, ces hommes furent répartis en groupes pour monter la garde dans les différents quartiers de la ville. À la tête d'un contingent, Abou Bakr As-Siddiq prit position à un point stratégique en direction de Dhu Husa, d'où l'on s'attendait à ce que l'attaque survienne.
Les apostats lancèrent l'attaque à minuit, espérant prendre la ville par surprise. Convaincues qu'il n'y avait pas de force de combat à Médine, elles s'attendaient à ne rencontrer aucune résistance et envisageaient une victoire facile. Alors que les forces apostâtes avançaient dans l'obscurité de la nuit, le contingent d'Abou Bakr As-Siddiq se jeta sur elles, les prenant par surprise. De nombreux rebelles seront tués au combat, tandis que les autres prirent la fuite dans une confusion totale jusqu'à Dhu Husa, où les musulmans les poursuivirent.

#### 2econfrontation

##### Selon Agha Ali Ibrahim Akram
Le lendemain de cette première confrontation victorieuse par le Califat Rachidun, Abou Bakr As-Siddiq quitte Médine accompagné d'un grand nombre de chameaux de bât, car tous les chameaux de monte ont été réquisitionnés pour l'Expédition d'Usama bin Zayd. À leur arrivée au camp abandonné des apostats, les musulmans qui les avaient expulsés montent sur les chameaux, et l'armée se dirige vers Dhu Husa, le camp de base des apostats.
Hibal ibn Khuwailid, anticipant l'approche des musulmans, fait preuve de ses compétences militaires en positionnant  stratégiquement ses troupes derrière une pente, à une certaine distance de la base vers laquelle les musulmans avancent.
Les musulmans, montés sur leurs chameaux de bât, avancent sans méfiance, ignorant la présence des apostats embusqués derrière la pente. Alors qu'ils approchent du sommet, les apostats surgissent et lancent de nombreuses peaux de chèvre remplies d'eau en direction des musulmans,. Des bruits assourdissants résonnent parmi les rangs des apostats, certains tambourinant et hurlant. Les chameaux de bât, non entraînés au combat et peu habitués aux bruits soudains ou aux objets inhabituels, paniquent et s'enfuient,. Malgré les efforts des musulmans pour contrôler leurs montures, ils échouent,, et bientôt, toute la force musulmane se replie vers Médine,.
Hibal ibn Khuwailid, ayant repoussé les musulmans sans véritablement engager le combat, interprète leur retraite comme un signe de peur, sans comprendre que la panique des chameaux en est la véritable cause. La partie de ses forces restant à Dhu al-Qassah est informée de ce succès et se prépare à avancer,. Le même soir, la totalité des forces apostâtes avance et rétablit leur camp près de Médine, qu'ils avaient quitté la veille. Le moral des apostats est renforcé par ce succès.

##### Selon Muhammad ibn Jarir al-Tabari
Les musulmans poursuivirent les cavaliers apostats sur leurs chameaux de bât jusqu'à Dhu Husa, où les réserves ennemies surgirent avec des peaux de chèvre gonflées, attachées avec des cordes. Ils les firent ensuite rouler avec leurs pieds en direction des chameaux,, chaque peau se déroulant dans sa longe. Les chameaux de bât des musulmans, pris de panique comme jamais auparavant,, malgré les efforts des musulmans pour contrôler leurs montures, ils échouèrent,, et les ramenèrent jusqu'à Médine,. Toutefois, aucun musulman ne fut éjecté ni blessé.
Les apostats, croyant que les musulmans étaient en position de faiblesse, envoyèrent des instructions aux troupes de Dhu al-Qassah, les incitant à avancer.
Face à cette situation, Abou Bakr As-Siddiq passa la nuit à  réorganiser et à préparer son armée.

#### 3econfrontation

##### Selon Agha Ali Ibrahim Akram
Les musulmans, furieux et déterminés à se venger, apprennent que les apostats sont retournés à leur camp près de Médine et décident de les attaquer avant qu'ils ne puissent finaliser leurs préparatifs de bataille. Sous les instructions d'Abou Bakr As-Siddiq, les musulmans passent la majeure partie de la nuit à réorganiser leur petite armée et à se préparer au combat,.
Pendant la dernière partie de la nuit, Abou Bakr As-Siddiq mène son armée hors de Médine et la déploie en formation d'assaut, avec un centre, deux ailes et une arrière-garde. Il garde le centre sous son commandement direct, place l'aile droite sous Al-Nu'man ibn Muqrin (en), l'aile gauche sous Abdullah ibn Muqrin, et l'arrière-garde sous Suwaid ibn Muqrin. Avant l'aube, l'armée avance vers le camp ennemi, où les apostats, confiants en une victoire facile le lendemain, dorment profondément. Cette fois, c'est Hibal ibn Khuwailid qui est pris par surprise,.
Avant que les premières lueurs de l'aube n'apparaissent, les musulmans lancent un assaut furieux sur le camp des apostats. Sans faire de quartier, ils tuent de nombreux ennemis,, tandis que la plupart des survivants prennent la fuite, ne s'arrêtant qu'à Dhu al-Qassah pour se reposer et se réorganiser.
Après cette attaque, le moral des apostats est considérablement affaibli. Abou Bakr As-Siddiq a opté pour une attaque surprise pour compenser son infériorité numérique, et cette stratégie s'est avérée un succès.

##### Selon Muhammad ibn Jarir al-Tabari
Après avoir passé la majeure partie de la nuit à réorganiser et préparer son armée. Abou Bakr As-Siddiq sortit en ordre de bataille dans la dernière partie de la nuit, avec Al-Nu'man ibn Muqrin (en) sur son flanc droit, Abdullah ibn Muqrin sur son flanc gauche, et Suwaid ibn Muqrin commandant les cavaliers à l'arrière,.
À l'aube, ils se retrouvèrent sur la même plaine que les apostats,. Les musulmans avancèrent en silence, sans émettre un bruit, jusqu'à ce qu'ils attaquent les apostats à l'épée, les massacrant avant la fin de la nuit,. Ainsi, avant que le premier rayon du soleil ne se lève, l'ennemi avait déjà tourné le dos aux musulmans et Hibal ibn Khuwailid fut tué.
Les musulmans s'empareront de tous leurs chameaux de selle après la confrontation.

#### 4econfrontation

##### Selon Agha Ali Ibrahim Akram
Après avoir remporté cette bataille, Abou Bakr As-Siddiq décide de ne laisser aucun répit à ses adversaires. Au lever du soleil, il dirige ses troupes vers Dhu al-Qassah.
Sur place, il réorganise son unité de combat de la même manière que la nuit précédente et lance une nouvelle attaque. Les apostats, avec un moral affaibli, opposent une résistance initiale avant de se replier vers Abraq, où d'autres membres des clans des Banu Ghatafan, des Banu Hawāzin et des Tayy se sont rassemblés.
Après la capture de Dhu al-Qassah,, Abou Bakr As-Siddiq envoie une petite force sous le commandement de Talha ibn Ubayd Allah pour poursuivre l'ennemi. Talha ibn Ubayd Allah avance sur une courte distance et élimine quelques traînards, mais la taille réduite de son contingent limite ses capacités à infliger des pertes significatives aux apostats en retraite.

##### Selon Muhammad ibn Jarir al-Tabari
Muhammad ibn Jarir al-Tabari ne relate pas les événements de la quatrième confrontation avec autant de détails que son homologue Agha Ali Ibrahim Akram. Cependant, il rapporte qu'Abu Bakr as-Siddiq poursuivit les apostats jusqu'à ce qu'il campe à Dhu al-Qassah, quartier général des tribus arabes rebelles,.

### Post-Bataille

#### Selon Agha Ali Ibrahim Akram
Dhu al-Qassah est occupée le 30 juillet 632,.

Abou Bakr As-Siddiq laisse Al-Nu'man ibn Muqrin (en) avec une unité pour occuper Dhu al-Qassah, tandis qu'avec le reste de son armée, il retourne à Médine,.

Le 2 août 632, l'armée d'Usama bin Zayd revient à Médine, mettant fin à la menace qui pèse sur la capitale de l'Islam.

#### Selon Muhammad ibn Jarir al-Tabari
Abou Bakr As-Siddiq nomma Al-Nu'man ibn Muqrin (en) à la tête d'une partie des troupes à Dhu al-Qassah, puis retourna à Médine,.
Selon Muhammad ibn Jarir al-Tabari, l'armée d'Usama bin Zayd revint entre 40 et 60 jours après son départ. Son départ a été confirmé à la fin de Rabiʿ al-awwal, ce qui, en 632 apr. J.-C., correspondait à la fin juin. En ajoutant 40 à 60 jours, cela coïncide avec les récits d'Agha Ali Ibrahim Akram, qui situent le retour de l'armée d'Usama bin Zayd au 2 août 632.

## Bilan & Conséquences

### Bilan
La série de quatre confrontations au cours de cette bataille est marquée par des retournements stratégiques et des divergences dans les récits, bien que les issues des confrontations soient identiques.

En résumé : après une première victoire du Califat Rachidun, une tentative ultérieure échoue en raison d'une ruse habile des apostats. Cependant, Abou Bakr As-Siddiq parvient à mener une attaque nocturne réussie. Tirant parti de ce succès, la quatrième confrontation, dirigée par Abou Bakr As-Siddiq, aboutit à la retraite des tribus arabes rebelles de Dhu al-Qassah dans l'aire d'Abraq.

### Conséquences
Une des conséquences de la bataille de Dhu al-Qassah est que les tribus arabes rebelles,,, en représailles à leur défaite, attaquent les musulmans présents parmi eux et les massacrent,.

Abou Bakr As-Siddiq jure qu'en représailles pour chaque musulman tué, il éliminera dans chaque tribu un nombre équivalent, voire supérieur, de rebelles,.

Une autre conséquence majeure de la bataille est qu'elle clarifie les positions des tribus neutres. De nombreuses tribus envoient des délégations à Médine, prêtent allégeance aux autorités et paient la Zakât,,, tandis que les tribus opposées à l'Islam déclarent ouvertement leur apostasie. La situation est ainsi clairement définie.
La zakât commence à arriver à Médine la nuit, apportée successivement par Safwan bin Safwan ibn Tamimi, puis Al-Zabarqan Bin Badr (ar), et enfin Addy ibn Hatim. Safwan bin Safwan ibn Tamimi arrive au début de la nuit, Al-Zabarqan Bin Badr (ar) au milieu de celle-ci, et Addy ibn Hatim à la fin. À chaque apparition, les gens s'exclament : 

« Il apporte un avertissement à propos de l'ennemi ! »

 Mais Abou Bakr As-Siddiq répond : 

« C'est un porteur de bonnes nouvelles, c'est un protecteur, non pas quelqu'un épuisé par l'urgence. »

 Après avoir entendu la bonne nouvelle, ils déclarent : 

« Longue vie aux bonnes nouvelles que tu annonces ! »

Cette victoire d'Abou Bakr As-Siddiq et de son tout récent califat revêt une importance symbolique majeure à plusieurs niveaux : Il s'agit de sa première bataille en tant que calife, qui de plus est victorieuse ; elle marque le début des Guerres d'apostasie, consolide sa position en tant que calife, et renforce sa légitimité parmi les musulmans au sein du Califat Rachidun pour poursuivre les Guerres d'apostasie.